# صنایع آلفا
صنایع آلفا (انگلیسی: Alpha Industries) شرکت پوشاک آمریکایی است که در سال ۱۹۵۹ در ناکسویل، تنسی تأسیس شد   و تخصص اصلی آن  تولید پوشاک نظامی است. این شرکت  بیش از نیم قرن است که برای ارتش آمریکا لباس (از قبیل یونیفرم و کاپشن ) تولید کرده است. یکی از محبوب ترین آنها  M۱۹۶۵ یا M۶۵ است که در ایران به «اورکت آمریکایی» معروف می باشد.